# Argus Motoren
Argus Motoren Gesellschaft ("Companyia de Motors Argus") va ser una empresa alemanya d'automòbils, així com de motors de vehicles, vaixells i aeronaus amb seu a Berlín.
El 1948, després del desmantellament de les seves instal·lacions de producció per part dels ocupants soviètics, la companyia es va traslladar a Ettlingen i va canviar el seu nom per Neue ARGUS GmbH. El 1950 l'empresa es va establir com el primer fabricant de vàlvules de bola a Europa. A principis dels anys 90, la companyia va ser adquirida pel grup britànic BTR, però la va vendre a Flowserve Corporation el 2002. Actualment, la companyia porta el nom de ARGUS Flowserve Flow Control GmbH.

## Història

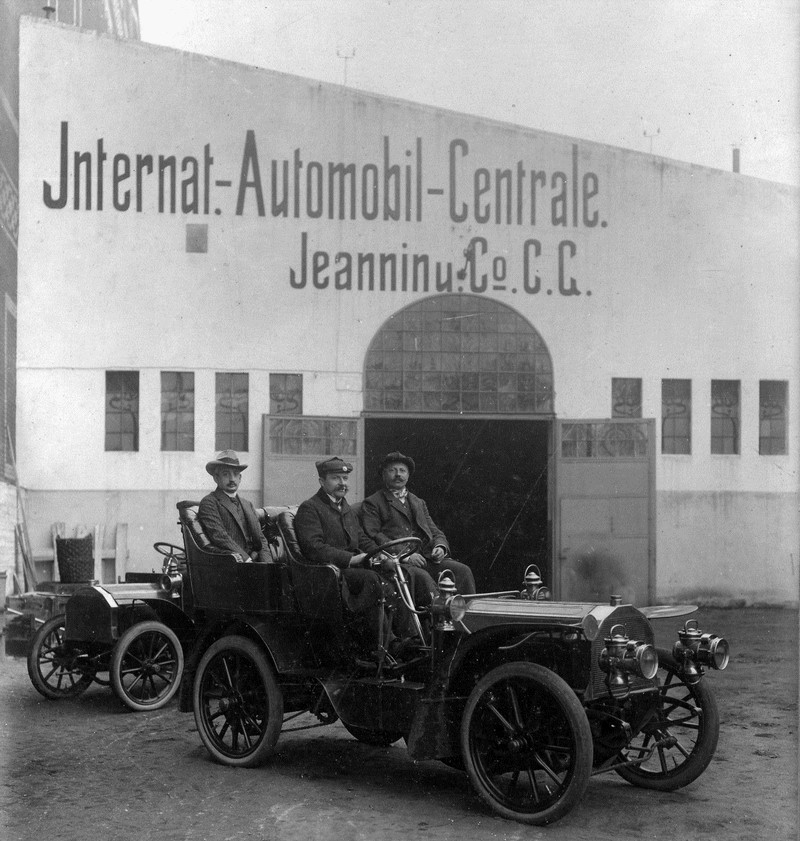
Davant la planta de Jeannin/Argus, 1902/1903. Henri Jeannin al volant.

### Del 1901 al 1945
L'empresa va ser fundada el 1901 per Henri Jeannin com a Internationale Automobil-Zentrale Jeannin & Co que es dedicava exclusivament al comerç de vehicles. El 1904 fou rebatejada com a Argus Motoren-Gesellschaft Jeannin & Co. El 7 de novembre de 1906, amb Frank Rahtjens com a nou soci, es crea Argus Motoren-Gesellschaft m.b.H. La companyia es va establir a Reinickendorf, a prop de Berlín, on va produir automòbils, així com motors estacionaris i d'embarcacions. El 1910 comença a produir motors per a l'aviació. Durant la Primera Guerra Mundial, Argus va produir motors per a l'exèrcit alemany i el Luftstreitkräfte. El 1916 Moritz Straus va comprar l'empresa i es va convertir en director general.
El 1938, Moritz Straus, jueu, es va veure obligat a vendre la seva empresa com a part de l'arianització forçosa de les empreses alemanyes. Heinrich Koppenberg, director general de Junkers, va oferir 5,2 milions de Reichsmarks (RM) amb l'ajuda de Deutsche Bank i va obtenir el contracte. L'import va superar l'oferta de BMW, però encara per sota significativament al valor comptable d'11 milions de RM. Aleshores, l'Argus Motoren Gesellschaft tenia una facturació de 25 milions de RM amb 3.000 empleats. Durant la Segona Guerra Mundial va produir motors aeronàutics i frens de disc pel Panzer VI Tiger.

### Del 1948 a l'actualitat
El 1948 es va refundar l'empresa amb el nom de Neue ARGUS GmbH a Ettlingen a prop de Karlsruhe (Baden-Württemberg). Només dos anys després, l'empresa es va presentar com a primer fabricant de vàlvules de bola a Europa. A la dècada de 1990, la companyia va ser comprada pel grup britànic BTR i va romandre a les seves mans fins que va ser venuda al grup nord-americanes Flowserve Corporation el 2002. Actualment, la companyia porta el nom de ARGUS Flowserve Flow Control GmbH.

## Productes

### Construcció de camions
A partir del 1906 va construir durant dos anys, camions de quatre i cinc tones de càrrega útil. Els camions tenien motors de 24, 40 i 70 CV, aquest darrer és el primer motor de sis cilindres instal·lat en un vehicle comercial.

### Construcció de cotxes
Els cotxes de passatgers es van fabricar fins al 1910. Primer es van utilitzar motors Panhard i posteriorment es van fabricar motors propis. Al Regne Unit, els vehicles es comercialitzaven sota la marca Beaufort.

### Motors
La companyia va començar a produir motors per als seus propis vehicles, així com motors estàtics i d'embarcacions. Però és més coneguda per la fabricació de motors per a aeronaus.
El 1906 la companyia va rebre l'ordre de desenvolupar dos motors per al dirigible francès Ville de Paris. Per a aquest propòsit, el rendiment d'un motor d'embarcació de quatre cilindres en línia es va incrementar fins als 70 CV. El 1908, va començar la producció massiva de motors d'avions que aviat van guanyar una bona reputació pel seu rendiment. El 1912, Igor Sikorski també va triar quatre motors Argus de 100 CV per a ser instal·lats en els seus Sikorsky Russky Vityaz, el primer avió del món de quatre motors. Amb l'èxit d'aquesta màquina, Argus es va fer conegut internacionalment.
Durant la Primera Guerra Mundial, Argus va construir motors tant per a l'exèrcit alemany com per a la força aèria. A causa de l'elevada demanda de motors, Opel també va rebre l'encàrrec de construir motors Argus amb llicència. L'empresa va prosperar i el 1918 ja tenia 910 empleats. El Tractat de Versalles al prohibir l'aviació militar alemanya va privar-la del principal mercat de la fabricació de motors d'avió i l'empresa es va ocupar exclusivament del desenvolupament i la millora de motors per a cotxes d'Horwerwer AG Zwickau, en la que Straus hi tenia una participació majoritària des del 1920.
Des de 1927, Argus va reprendre la producció de motors d'avions. Al Reich alemany, els motors d'avió es van utilitzar en un nombre creixent a causa del finançament estatal de l'aviació esportiva i l'estructura inicialment secreta de la nova força aèria.
Els motors recentment desenvolupats van ser l'Argus As 8, l'Argus As 10 i l'Argus As 410, dels quals va sorgir finalment l'Argus As 411, que es van fabricar en gran quantitat.
Un nou desenvolupament va ser el Argus As 014 - un Pulsoreactor - que s'utilitzava en el Fieseler Fi 103. Després de la fi de la Segona Guerra Mundial la fàbrica es va desmantellar com a reparació per a la Unió Soviètica.